# Hettinger County
Hettinger County är ett administrativt område i delstaten North Dakota, USA. År 2010 hade countyt  2 477 invånare. Den administrativa huvudorten (county seat) är Mott. 

## Geografi
Enligt United States Census Bureau så har countyt en total area på 2 937 km². 2 932 km² av den arean är land och 3 km² är vatten. 

### Angränsande countyn
- Stark County - nord
- Grant County - öst
- Adams County - syd
- Slope County - väst